# Distretto di Carumas
Il distretto di Carumas è uno dei sei distretti della provincia di Mariscal Nieto, in Perù. Si trova nella regione di Moquegua e si estende su una superficie di 2.256,31 chilometri quadrati.
Ha per capitale la città di Carumas.